# هلال الأحمدي
اغتيل هلال الأحمدي (1954؟ – 17 فبراير 2011)، وهو صحفي عراقي مخضرم تمتع بخبرة تزيد عن 30 عامًا ومعروف بتقاريره عن الفساد، أمام منزله شرق الموصل بالعراق.
وسبق موته بأيام ترهيب الصحافة العراقية الذي حدث بعد الاحتجاجات العراقية المستلهمة من الربيع العربي.
كان رد المنظمات الحكومية الدولية والمنظمات غير الحكومية على مقتل الأحمدي هو التنديد بـ «ثقافة الإفلات من العقاب» في العراق والتي تؤدي إلى مزيد من العنف ضد الصحفيين.

## مسيرته
وفقًا لشبكة سي إن إن، تمتع الأحمدي بخبرة تزيد عن 30 عامًا كصحفي. كتب كصحفي مستقل لـ«صدى الموصل» و«عراقيون» في الموصل بالعراق. كما كتب في «الحدباء» و«الإصلاح الجديد» و«الصوت الآخر». وعمل ناطقًا باسم خدمة الاتصالات في محافظة نينوى، لكن تم إعفاؤه قبل وقت قصير من اغتياله.
غالبًا ما ناقش هلال الأحمدي الفساد المالي والإداري أو عجز الحكومة عن توفير الخدمات. في الواقع، اشتهر الأحمدي بهذا النوع من التقارير.

## خلفية
قُتل الأحمدي بالرصاص قبل وقت قصير من تعرض مكتب مرصد الحريات الصحفية للنهب في 24 فبراير من قبل جنود عراقيين وقبل احتجاجات «يوم الغضب» في العراق. كانت الاحتجاجات التي عمّت البلاد في 25 فبراير مستوحاة من انتفاضات الربيع العربي في تونس ومصر. كما اندلعت احتجاجات في مدن عراقية كبرى كالموصل، حيث تعرض الأحمدي للهجوم. وركزت الاحتجاجات على الفساد ونقص الخدمات وهي أهم المواضيع التي كتب عنها الأحمدي. قدر مرصد الحريات الصحفية أن 160 صحفياً اعتقلوا بعد وفاة الأحمدي وفي محيط الاحتجاجات. على سبيل المثال، كان هادي المهدي من بين الصحفيين الذين تم اعتقالهم خلال تلك الأيام. وصفت مراسلون بلا حدود هذه الفترة بأنها «أحد الأيام الأكثر سوادًا لحرية الإعلام» في العراق.

## وفاته
كان هلال الأحمدي، ذو الـ 57 عاماً، مغادرا منزله متوجهاً إلى العمل في 17 فبراير 2011، عندما اقتربت منه سيارة. كانت السيارة تقل رجلين مسلحين بأسلحة آلية، ثم أطلقوا النار عليه. أصيب الأحمدي بالرصاص عدة مرات وعثر عليه ميتا في حي الميثاق شرق الموصل العراقية. ونقل جثمان الأحمدي إلى دائرة الطب العدلي بالموصل. كما هو الحال مع جميع القضايا الأخرى لقتل الصحفيين في العراق منذ عام 2003، لم يتم تقديم الجناة إلى العدالة.

## رد الفعل الدولي على وفاة الأحمدي
كان رد الفعل العام على مقتل هلال الأحمدي من قبل المنظمات التي تدافع عن حقوق الصحفيين في جميع أنحاء العالم هو الإحباط من إفلات المجرمين من العقاب على مثل هذه الهجمات.
وقالت لجنة حماية الصحفيين في تقرير لشبكة سي إن إن رداً على وفاة الأحمدي: «لم يتم التحقيق بجدية في جريمة قتل صحفي واحدة منذ عام 2003 من قبل السلطات، ولم يتم تقديم أي جاني إلى العدالة».
وفقًا للجنة حماية الصحفيين، احتل العراق المرتبة الأولى في مؤشر الإفلات من العقاب لعام 2010. يركز مؤشر الإفلات من العقاب على الصحفيين الذين يتعرضون للقتل على أساس متكرر وغالبا ما تمر الجرائم دون عقاب. كان العراق في المرتبة الأولى على مدى السنوات الثلاث الماضية.
وقال جان فرانسوا جوليار، الأمين العام لمراسلون بلا حدود، في تقرير لوكالة فرانس برس عن وفاة الحمادي: «إن مقتل الصحفيين في العراق لا يهدأ، والإفلات من العقاب يؤجج دوامة العنف. عدد قليل جدا من 232 جريمة قتل في العراق (منذ 2003) تم التحقيق فيها بشكل شامل وقاطع. يجب ألا يسود الإفلات من العقاب في العراق».
وقال محمد عبد الدايم، منسق برنامج الشرق الأوسط وشمال أفريقيا في لجنة حماية الصحفيين: "ندعو السلطات العراقية إلى التحقيق الجاد في مقتل هلال الأحمدي وتقديم من يقف وراءه إلى العدالة. لقد حان الوقت لأن تتخذ الحكومة الخطوات الأولية التي طال انتظارها نحو إنهاء سجل دام سنوات من الإفلات من العقاب على جرائم قتل الصحفيين في العراق.
وقال أيدان وايت، الأمين العام للاتحاد الدولي للصحفيين، إن «الافتقار إلى اتخاذ إجراءات ذات مصداقية بشأن العنف ضد وسائل الإعلام يبعث بعلامة خطيرة لمفترسي الإعلام». وأضاف «إن ذلك يشجع على مزيد من الهجمات وعلى السلطات العراقية وضع حد لثقافة الإفلات من العقاب».
وقالت إيرينا بوكوفا، المديرة العامة لليونسكو، «أدين مقتل الصحفي العراقي المستقل هلال الأحمدي. لا يمكن التسامح مع مهاجمة الصحفيين. من خلال حرمان المواطنين من الوصول إلى المعلومات، تمزق هذه الجرائم نسيج الديمقراطيات الناشئة. يجب التحقيق معهم ومعاقبتهم».

## حياته الشخصية
كان هلال الأحمدي متزوجا وله أربعة أولاد.